# Northern Ice Field
De Northern Ice Field is de naam van een ijsveld op het westelijke gedeelte binnen de krater van de Kibo, de hoogste vulkaan van de Kilimanjaro in Tanzania. De Northern Ice Field is het grootste van de drie aanwezige ijsvelden.

## Ontstaan
Toen de ijsvelden op de Kilimanjaro in 1912 voor het eerst wetenschappelijk werden onderzocht was de Northern Ice Field nog een onderdeel van een grote ijskap die de hele top bedekte, met uitzondering van de omgeving van de binnenste kraters. In de periode tussen oktober 1912 en juni 2011 verdween bijna 85 procent van de oorspronkelijke ijsmassa. In 1962 splitste de ijskap en werd ontstond de Southern Ice Field. In 1975 splitste de resterende ijskap voor een tweede maal in twee losse ijsvelden: de Eastern Ice Field en de Northern Ice Field.

## Huidige status en prognoses
De Northern Ice Field is de grootste ijsmassa op de Kilimanjaro en had in 2007 een oppervlakte van 0,95 vierkante kilometer. Het voedt momenteel twee gletsjers, namelijk de Crednergletsjer en de Little Penckgletsjer. Voorheen werden ook de Drygalskigletsjer en de Great Plenckgletsjer door de Northern Ice Field van ijs voorzien, maar die zijn nu verdwenen.
De Northern Ice Field en de overige twee ijsvelden op de Kibo slinken elk jaar meer ten gevolge van verdamping en sublimatie. In 1984 ontstond een groeiende holte vlak bij het centrum van de Northern Ice Field. In de loop der jaren ontwikkelde deze zich tot een grote kloof die in 2003 de onderliggende rotsen blootlegde. In 2011 werd de Northern Ice Field in tweeën gesplitst. Tussen 2000 en 2007 slonk de dikte van het ijs met circa 190 centimeter per jaar.  Sommige onderzoekers zijn van mening dat in het huidige tempo al het ijs op de Kibo in 2040 verdwenen zal zijn.

## Afbeeldingen

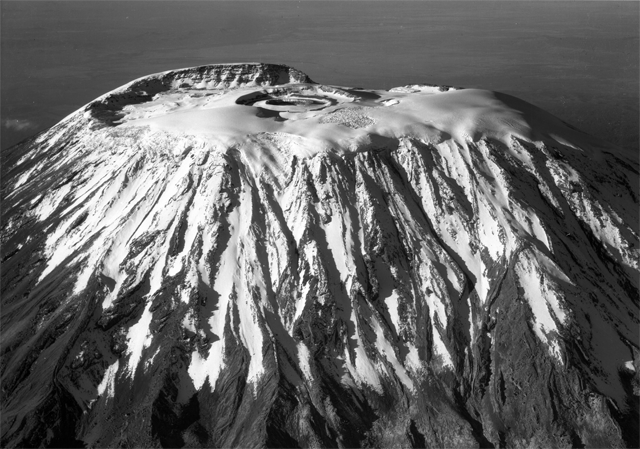
Top van de Kibo in 1938
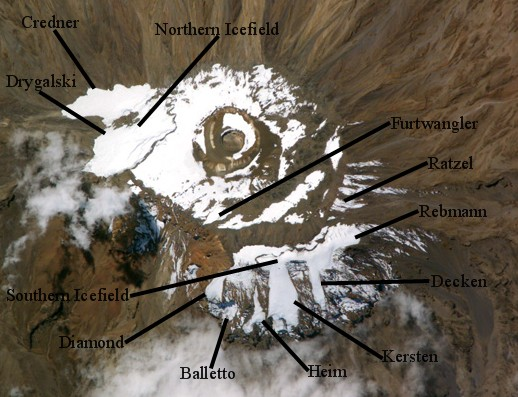
NASA-foto van de gletsjers op de Kibo in 2004
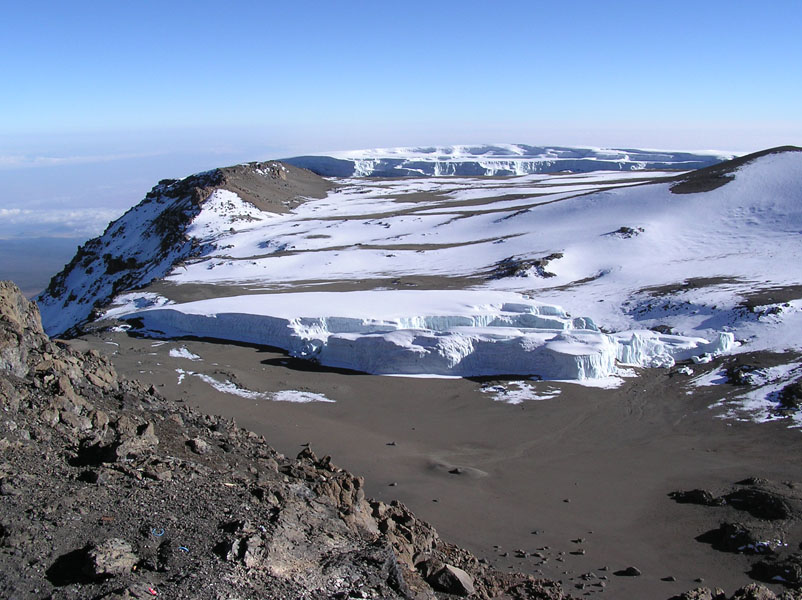
De Furtwänglergletscher met op de achtergrond de Northern Ice Field, augustus 2003
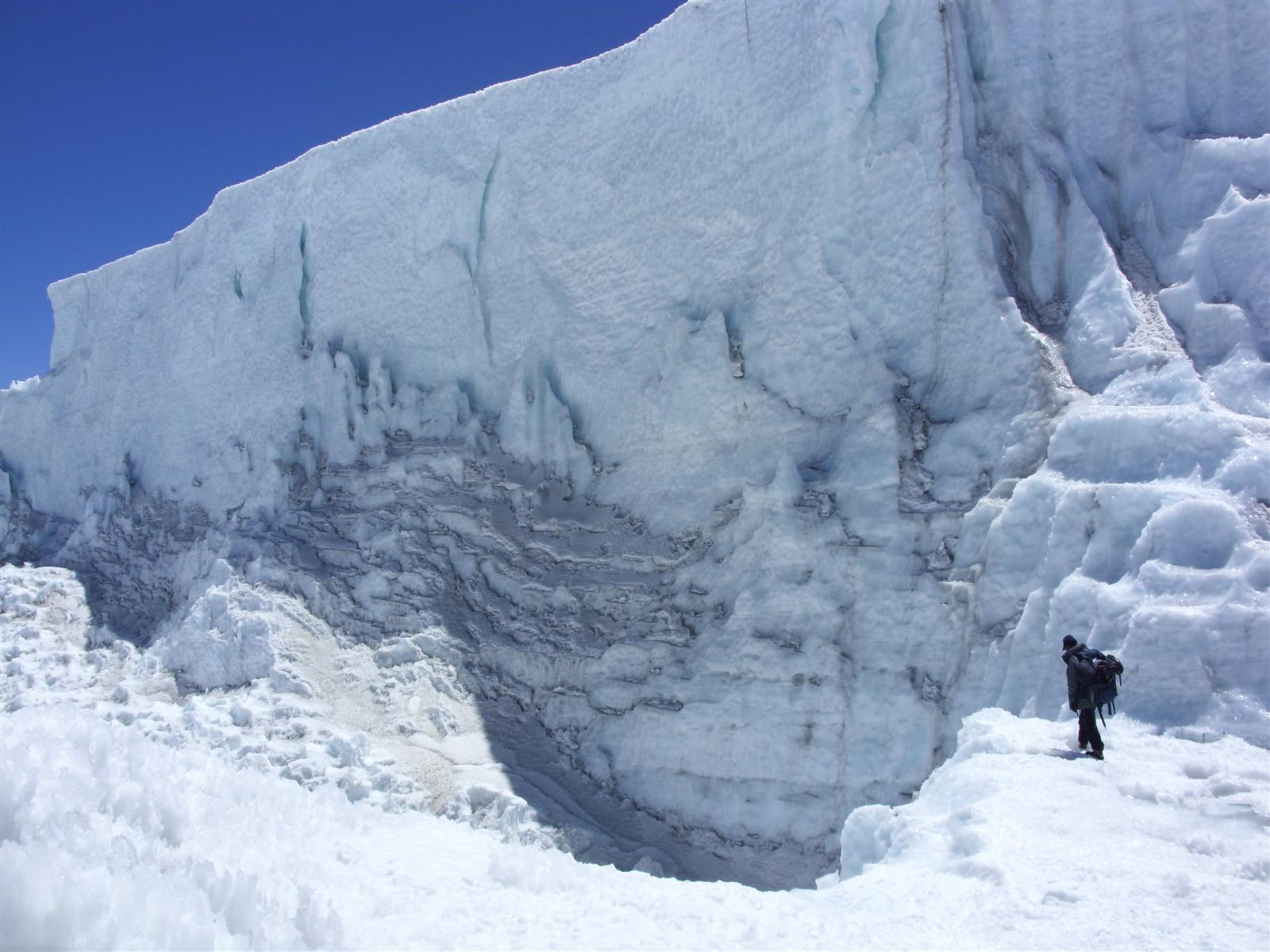
De Northern Ice Field ter hoogte van de Crednergletsjer, januari 2009